# Ostenk
Ostenk este o localitate din comuna Trbovlje, Slovenia, cu o populație de 190 de locuitori.